# 貝倫·戴維斯

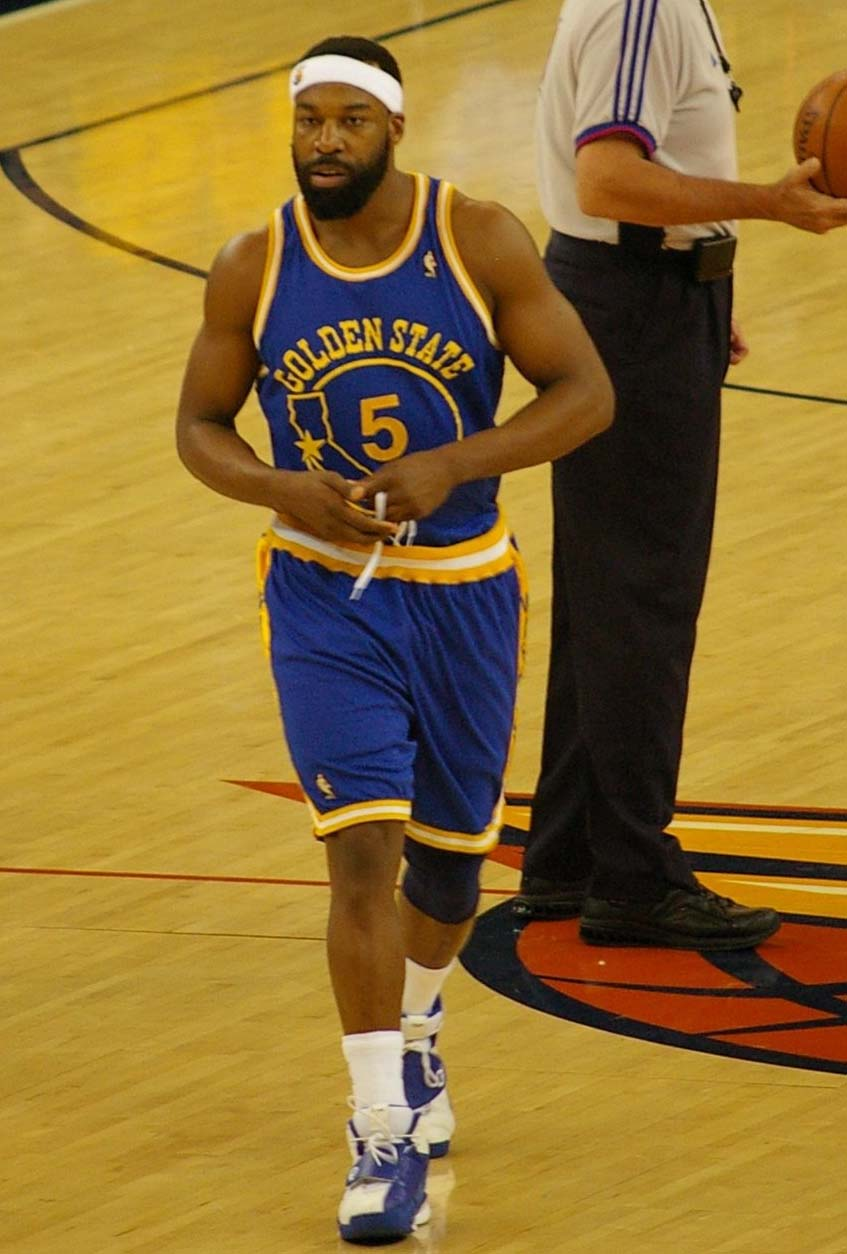
貝倫·戴維斯

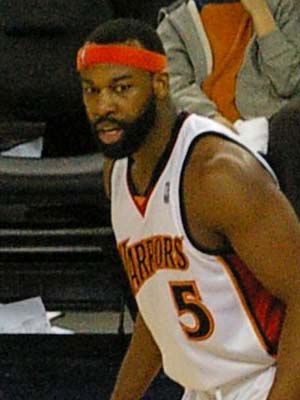
貝倫·戴維斯

貝倫·華特·路易·戴維斯（英語：Baron Walter Louis Davis，1979年4月13日—），美國職業籃球運動員。在1999年NBA選秀於第一輪第三順位被夏洛特黃蜂選中，體型壯碩，擅長於攻擊籃框與組織。

## 早年
戴維斯出生於洛杉磯，並在南洛杉磯區成長，從小由他的祖父母養大，而他的奶奶兼監護人Lela Nicholson鼓勵他往籃球運動發展。有著他們的鼓勵，戴維斯就報名了十字路中學，一間在聖莫尼卡久負盛名的私立學校同時也得到了該校的籃球獎學金。
在高四的那年，戴維斯帶領校隊奪下南加州海灘綜合球類經典賽的冠軍，同時獲選為MVP。同年他也得到開特力年度最佳球員獎並入選全美最佳高中球員陣容，參加1997年的麥當勞高中全明星賽同期參加的包含埃爾頓·布蘭德、肖恩·巴蒂爾、拉里·休斯、慈善·世界和平，他還在那屆的麥當勞灌籃大賽中一舉奪冠，其6-2吋身高為該屆參賽者中最矮的球員。

## 大學生涯
高中畢業後，戴維斯的出色表現吸引了包括堪薩斯大學、喬治亞理工學院、杜克大學以及加州大學洛杉磯分校等名校的注意，最後戴維斯選擇就讀家鄉的加州大學洛杉磯分校，原因是希望能在親朋好友面前打球，1998年，戴維斯就被選為太平洋十二校聯盟年度最佳新秀。1999年，戴維斯不僅獲選入太平洋十二校聯盟第一隊，也被選入全美陣容第三隊。
在UCLA的兩年中，他平均成績13.6分及5.1次助攻，卻在大一比賽時，一次灌籃後重心不穩導致膝蓋前十字韌帶撕裂。幸運的是隔年的他完全康復，幾乎沒有損害到他的運動能力。同年宣佈參加1999年NBA選秀。

## NBA職業生涯

### 夏洛特／紐奧良黃蜂（1999-2005）

#### 1999-2000球季
戴維斯在1999年NBA選秀被夏洛特黃蜂在第一輪第3順位選中。在NBA的第一場比賽，面對奧蘭多魔術的比賽，戴維斯得到9分5籃板2助攻及2抄截，算是不錯的開始。NBA的第一年，他主要擔任艾迪·瓊斯與大衛·韋斯利的替補。

#### 2000-01球季
到2000-01年賽季，戴維斯當上球隊的先發主力，各項數據都有明顯的成長。當年季後賽，戴維斯帶領黃蜂隊在第一輪以4比0橫掃邁阿密熱火，但在第二輪被密爾瓦基公鹿以4比3淘汰。

#### 2001-02球季
當年賽季戴維斯先發全部的82場比賽，以平均18分8.5助攻的成績做收，當賽季被選入參加2002年東區明星隊來取代受傷的文斯·卡特。而在2002年NBA季後賽黃蜂隊在第一輪順利地擊敗奧蘭多魔術但第二輪敗給了紐澤西籃網。2002年夏天，黃蜂隊將主場地移至紐奧良。

#### 2002-03球季
當賽季戴維斯開始受到各種傷病所苦，只出賽了50場比賽，但黃蜂隊還是進入了季後賽。但在第一輪就被由艾倫·艾佛森所領軍的費城76人所打敗。

#### 2003-04球季
該年賽季與去年差不多，戴維斯因傷只打了67場比賽，在該年季後賽同樣在第一輪就被邁阿密熱火給打敗。但在NBA明星周末中贏得NBA技巧賽冠軍。
在戴維斯加入黃蜂隊的5年中，年年打入季後賽，但只有在他健康全勤出賽的2個球季有進入第二輪，而在戴維斯被交易到金州勇士隊後，黃蜂隊連續3年沒有晉級季後賽。

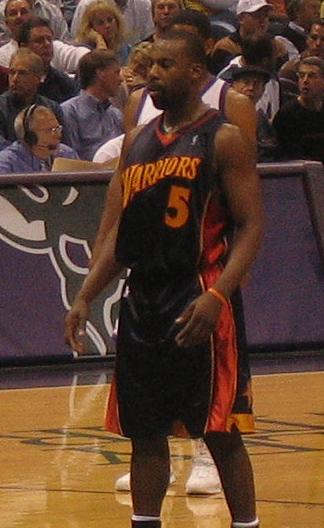
2005年戴維斯轉隊到勇士隊

2002年的夏天，戴維斯還作為美國國家隊的一員參加了2002年世界籃球錦標賽。

#### 2004-05球季
由於戴維斯長期與黃蜂高層的意見不合，外加各種傷病纏身。2005年2月24日，戴維斯被黃蜂交易到了金州勇士。

### 金州勇士（2005–2008）

#### 2004-2005球季
2005年2月24日，戴維斯被交易到金州勇士隊，而黃蜂隊則得到斯彼迪·克萊斯克頓及老將戴爾·戴維斯。而這場交易使得勇士隊組成由戴維斯與傑森·理察森構成的明星級後場組合，同時戴維斯也重回到他的故鄉--加州。

#### 2005-2006球季
而在勇士隊的前兩季，球隊在麥克-蒙哥馬利的領導下只打出低於五成的戰績。

#### 2006-2007球季
到了2006–07球季則是戴維斯NBA生涯的轉折點，勇士隊聘請了有「鬼才教練」美稱的唐·尼爾森，他以跑轟戰術進攻為主的戰術設計使戴維斯打得得心應手，成為該季唯一一名能達到20分和8助攻以上的球員，同時也締造生涯最高的單季命中率。雖然在這個賽季戴維斯仍然經歷了數次膝蓋傷病，並在季中接受了手術治療，但他仍然率領著勇士以西區第八打進自1994年以來首次季後賽，而在第一輪勇士隊以4比2擊敗了西區排名第一的達拉斯小牛，成功締造老八傳奇。勇士隊成為NBA歷史上第三支第八種子球隊晉級第二輪比賽。亦是於2003年NBA首輪改為七戰四勝制後首支以第八種子擊敗第一種子的球隊。而勇士隊的總教練唐·尼爾森亦擊敗了他的徒弟、小牛隊的總教練艾弗里·強森。小牛隊成為了四支首輪出局的頭號種子球隊中，例行賽成績最好的一隊（67勝15敗），而當季勇士隊戰績為42勝40敗。戴維斯在此系列戰平均得分25分。
時任球評、前NBA球星史蒂夫·科爾稱讚戴維斯的表現「令人髮指......恐怖的運動力、創造性以及爆發力」，儘管老八傳奇驚豔四座，但在第二輪卻被猶他爵士以4比1淘汰，戴維斯在這一年的季後賽中場均數據達到了恐怖的25.3分6.5助攻4.5籃板以及2.9抄截，全能身手令人驚豔。

#### 2007-2008球季

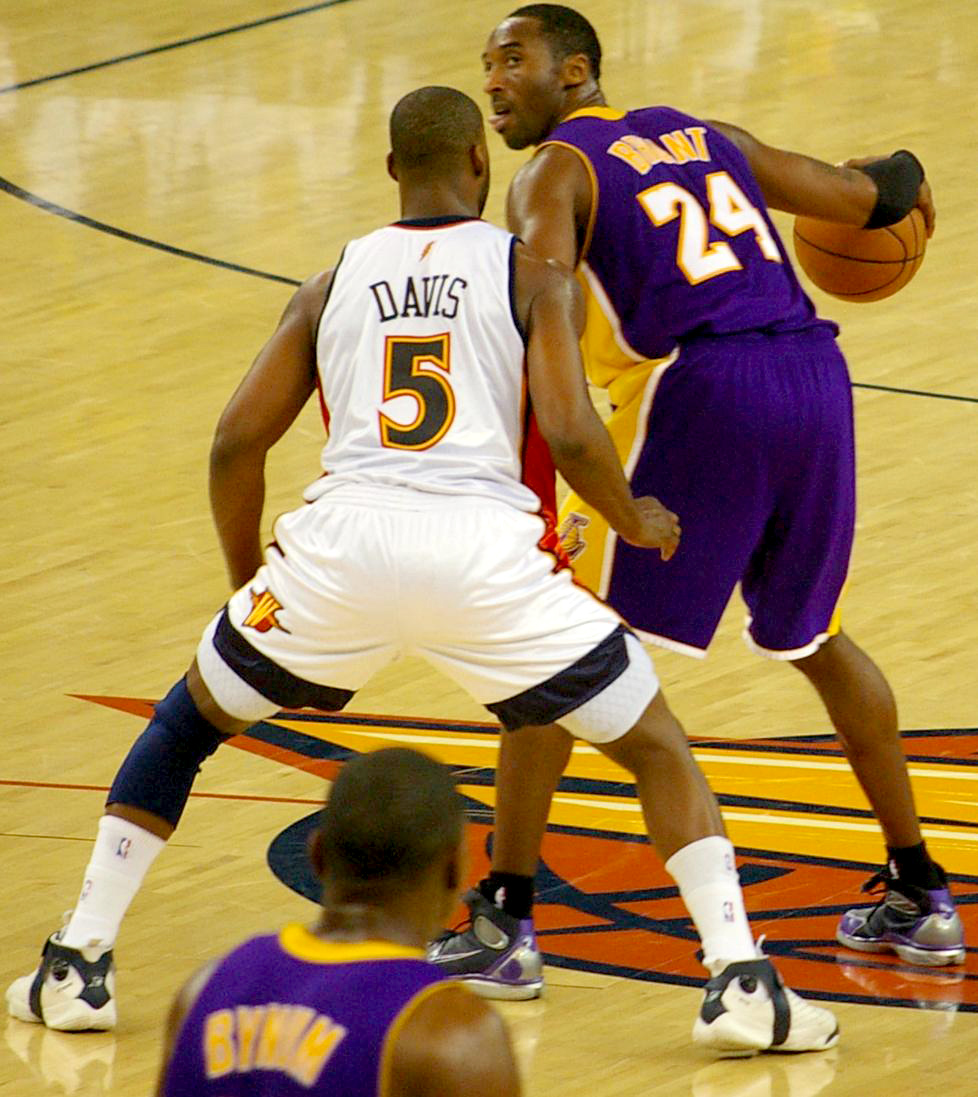
戴維斯防守柯比·布萊恩

此賽季戴維斯依舊保持高效率演出，於1月18日對陣公牛拿到生涯最高40分，其中並拿下數次大三元成績，然而在2008年勇士與太陽隊的比賽中，由於上半場糟糕的表現(13投2中)，戴維斯在下半場被尼爾森冰在了板凳上，半場落後14分的勇士最終以6分之差輸球，而他們也在輸掉這場比賽後失去了這一年的季後賽資格。在賽後，一些記者批評尼爾森冷凍隊上的明星球員，還有一些人懷疑尼爾森與戴維斯之間已經產生了矛盾，但尼爾森很快否認這一個說法。在此賽季，戴維斯的場均數據仍然有21.6分4.6籃板8助攻的好成績，勇士隊該年以48勝34敗，勝率5成85的成績居於西區第九，未進季後賽。而在球季結束之後，他的經紀人對外表示，戴維斯會選擇放棄他最後一年1780萬美元的高薪，並轉投其他球隊。在2008年的6月30日，戴維斯宣佈跳出合約，成為了一名自由球員。

### 洛杉磯快艇（2008–2011）

#### 2008-09球季
2008年7月1日，戴維斯原則上同意了與洛杉磯快艇簽下一份5年6500萬美元的新合約，雙方最終在7月10日完成了正式簽約，原本戴維斯來到快艇是期望與好友艾爾頓·布蘭德一起打球，卻沒想到布蘭德當年選擇與費城76人簽約。但他本人表示，布蘭德的離去不會影響他加盟快艇的決定。

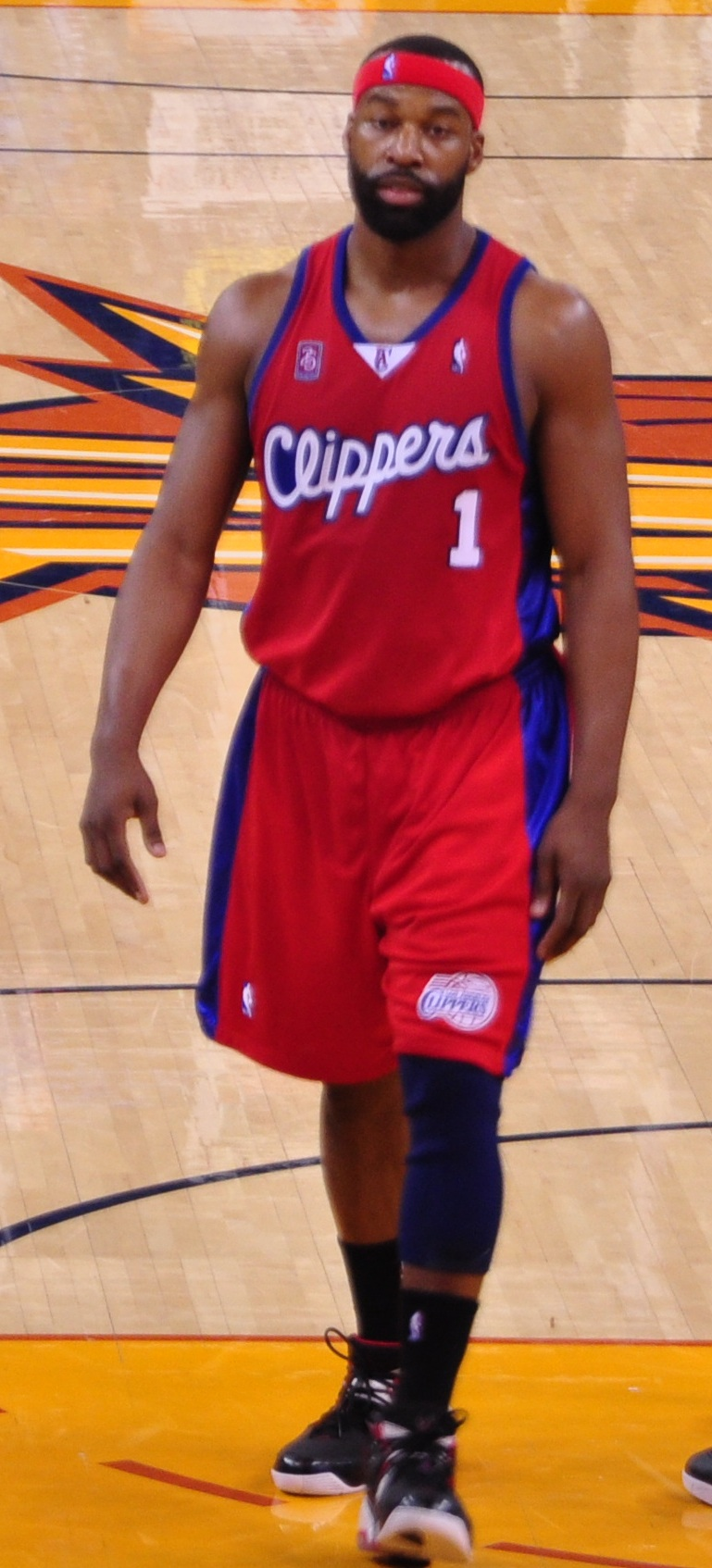
2008年戴維斯加入快艇隊

而戴維斯在快艇隊第一年開始，傷病問題再度纏上他，數據開始逐漸下滑，該年球隊打出19勝63敗的失望成績。

#### 2009-10球季
2009年11月20日，與丹佛金塊的比賽中，戴維斯達到了職業生涯5000次助攻的里程碑。

#### 2010-11球季
在快艇隊的第三年，戴維斯與隊上的年輕球員埃里克·戈登、德安德魯·喬丹及新人王布萊克·格里芬產生不錯的化學效應，並希望待在快艇，但在球隊需要年輕化及快速重建的需求下。2011年2月24日，快艇將戴維斯以及2011年首輪選秀權交易至騎士，換來莫里斯·威廉姆斯與賈馬里奧·穆恩。

### 克里夫蘭騎士（2011）
這場交易使戴維斯與他的前教練Byron Scott重逢，戴維斯表示：「我知道我們重逢是有理由的，我的打法及比賽可以在他體系下受益。」戴維斯選擇85號球衣以紀念他的祖父母（他們以前住在第85號街）。在騎士隊的第一場比賽，戴維斯得到18分4籃板5助攻率領球隊打敗纽约尼克斯。
儘管當時騎士隊為全聯盟戰績最爛的隊（該賽季創下23連敗），戴維斯還是幫助球隊在球季結束前贏了一些比賽。包括以102比90打敗由雷霸龍·詹姆士領軍的邁阿密熱火。
由於騎士隊在2011年NBA選秀選中凱里·厄文，2011年12月14日騎士隊透過特赦條款揮棄了戴維斯。
同時纽约尼克斯與湖人隊在市場上尋覓控球後衛。

### 纽约尼克斯（2011–2012）
2011年12月19日戴維斯選擇與纽约尼克斯簽下一年短約。然而在簽約時戴維斯患有椎間盤脫出症，直至2012年2月20日才從板凳出發得到3分1助攻。
戴維斯在林書豪受傷後接替先發控衛，也在季後賽中先發。2012年5月6日，在季後賽第一輪對上邁阿密熱火的第4場比賽，戴維斯傷到了他的右膝。經過核磁共振檢查之後，證實為髕骨肌腱的部分撕裂傷、前十字韌帶以及內側韌帶的完整撕裂傷，但戴維斯拒絕接受手術，預計需要一年的復原時間。
其後於麥迪遜廣場花園的基金會工作並兼任纽约尼克斯隊球探，並積極尋求回到NBA場上的機會。

## NBA生涯數據

### 例行賽
| 賽季    | 球隊         | GP  | GS  | MPG  | FG%  | 3P%  | FT%  | RPG | APG | SPG | BPG | PPG  |
| ------- | ------------ | --- | --- | ---- | ---- | ---- | ---- | --- | --- | --- | --- | ---- |
| 1999–00 | 夏洛特黃蜂   | 82  | 0   | 18.6 | .420 | .225 | .634 | 2.0 | 3.8 | 1.2 | .2  | 5.9  |
| 2000–01 | 夏洛特黃蜂   | 82  | 82  | 38.9 | .427 | .310 | .677 | 5.0 | 7.3 | 2.1 | .4  | 13.8 |
| 2001–02 | 夏洛特黃蜂   | 82  | 82  | 40.5 | .417 | .356 | .580 | 4.3 | 8.5 | 2.1 | .6  | 18.1 |
| 2002–03 | 紐奧良黃蜂   | 50  | 47  | 37.8 | .416 | .350 | .710 | 3.7 | 6.4 | 1.8 | .4  | 17.1 |
| 2003–04 | 紐奧良黃蜂   | 67  | 66  | 40.1 | .395 | .321 | .673 | 4.3 | 7.5 | 2.4 | .4  | 22.9 |
| 2004–05 | 紐奧良黃蜂   | 18  | 13  | 32.9 | .366 | .321 | .771 | 3.7 | 7.2 | 1.7 | .2  | 18.9 |
| 2004–05 | 金州勇士     | 28  | 19  | 35.3 | .401 | .341 | .755 | 3.9 | 8.3 | 1.8 | .4  | 19.5 |
| 2005–06 | 金州勇士     | 54  | 48  | 36.5 | .389 | .315 | .675 | 4.4 | 8.9 | 1.6 | .3  | 17.9 |
| 2006–07 | 金州勇士     | 63  | 62  | 35.3 | .439 | .304 | .745 | 4.4 | 8.1 | 2.1 | .5  | 20.1 |
| 2007–08 | 金州勇士     | 82  | 82  | 39.0 | .426 | .330 | .750 | 4.7 | 7.6 | 2.3 | .5  | 21.8 |
| 2008–09 | 洛杉磯快艇   | 65  | 60  | 34.6 | .370 | .302 | .757 | 3.7 | 7.7 | 1.7 | .5  | 14.9 |
| 2009–10 | 洛杉磯快艇   | 75  | 73  | 33.6 | .406 | .277 | .821 | 3.5 | 8.0 | 1.7 | .6  | 15.3 |
| 2010–11 | 洛杉磯快艇   | 43  | 35  | 29.5 | .416 | .296 | .760 | 2.8 | 7.0 | 1.4 | .5  | 12.8 |
| 2010–11 | 克里夫蘭騎士 | 15  | 9   | 25.3 | .421 | .414 | .815 | 2.4 | 6.1 | 1.1 | .4  | 13.9 |
| 2011–12 | 纽约尼克斯   | 29  | 14  | 20.5 | .370 | .306 | .667 | 1.9 | 4.7 | 1.2 | .1  | 6.1  |
| 生涯    |              | 835 | 692 | 34.2 | .409 | .320 | .711 | 3.8 | 7.2 | 1.8 | .4  | 16.1 |
| 明星賽  |              | 2   | 0   | 14.5 | .286 | .111 | .000 | .5  | 6.0 | .5  | .0  | 4.5  |

### 季後賽
| 賽季 | 球隊       | GP | GS | MPG  | FG%  | 3P%  | FT%   | RPG | APG | SPG | BPG | PPG  |
| ---- | ---------- | -- | -- | ---- | ---- | ---- | ----- | --- | --- | --- | --- | ---- |
| 2000 | 夏洛特黃蜂 | 4  | 0  | 14.3 | .435 | .167 | .500  | 1.5 | 1.5 | 1.0 | .0  | 5.8  |
| 2001 | 夏洛特黃蜂 | 10 | 10 | 39.7 | .480 | .400 | .714  | 4.4 | 5.8 | 2.8 | .5  | 17.8 |
| 2002 | 夏洛特黃蜂 | 9  | 9  | 44.6 | .378 | .339 | .597  | 7.0 | 7.9 | 3.6 | .6  | 22.6 |
| 2003 | 紐奧良黃蜂 | 5  | 5  | 38.8 | .446 | .343 | .727  | 3.6 | 8.4 | 1.4 | .4  | 20.4 |
| 2004 | 紐奧良黃蜂 | 7  | 7  | 37.1 | .377 | .327 | .758  | 4.1 | 7.0 | 1.6 | .7  | 18.1 |
| 2007 | 金州勇士   | 11 | 11 | 40.5 | .513 | .373 | .770  | 4.5 | 6.5 | 2.9 | .6  | 25.3 |
| 2012 | 纽约尼克斯 | 4  | 4  | 24.3 | .478 | .286 | 1.000 | .8  | 3.3 | .0  | .0  | 7.8  |
| 生涯 |            | 50 | 46 | 37.0 | .442 | .350 | .709  | 4.3 | 6.2 | 2.3 | .5  | 18.8 |

## 球員特色
強壯的身體使戴維斯的身體對抗性很強，在對上較為瘦弱的球員時有體型的優勢，在進攻能力上搭配其三分球、速度及體型使其更容易得分，同時也有不錯的傳球觀念。但隨著年齡與傷勢的累積，在職業生涯晚年各種能力則逐漸下降。

## 球場外的興趣

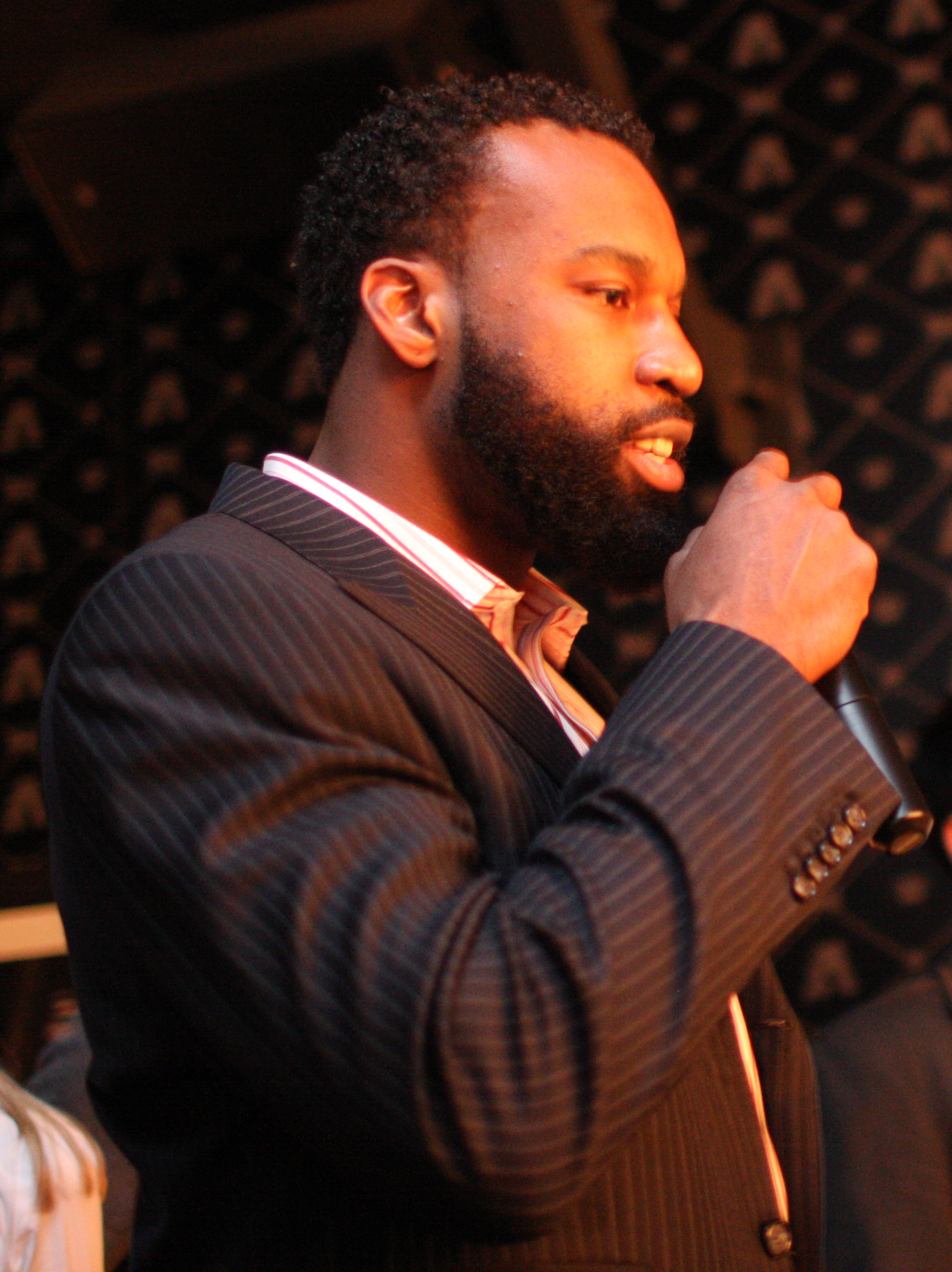
戴維斯在2008年演講

除了NBA的職業生涯外，戴維斯對於電影有極大興趣，同時也是美國演員工會成員。戴維斯在十字路中學和UCLA上學時，與凱特·哈德森和Cash Warren（電影製片人，潔西卡·艾芭的老公）既是同學又是好友，他們在一起經常談論電影。戴維斯不僅進行了影視課程，還利用暑假到電影公司實習，並曾多次客串影集。2002年，他成立了以自己綽號命名的「TooEasy」娛樂公司，正式進軍製片業。投資拍攝了第一部電影《收容所》，並沒有引起太大注意。後來，把注意力集中到籃球電影上。先後投拍了《柏油路》和《通向洛克公園之路》，可惜依舊沒有引起太大的迴響。因為愛好和工作，戴維斯也結交了不少電影圈的名人。2005年，戴維斯與高中好友Cash Warren共同成立製片公司Verso Entertainment。
戴維斯為電影爛兄爛弟的DVD評論音軌獻聲。
他於第三季的魅力克利夫蘭客串自己。
2012年戴維斯與朋友共同成立遊戲公司並開發出第一個手機遊戲"Getting Buckets"。
於2012年的電影我老爸卡好中飾演體育老師。

## 個人生活
2014年1月30日，戴維斯與玩命關頭女主角喬丹娜·布魯斯特的妹妹—伊莎貝拉·布魯斯特結婚。

## 特殊紀錄
2001年2月17日，在對上密爾瓦基公鹿隊的比賽中，戴維斯投進了NBA比賽紀錄以來最遠的三分球，距離遠達89英呎（27公尺）。

## 外部連結
- 貝倫·戴維斯官方網站（页面存档备份，存于）
- ESPN上的數據 （页面存档备份，存于）
- Baron Davis 92 foot shot（影片標題錯誤，應為89英呎） （页面存档备份，存于）
- 2007年NBA季後賽老八傳奇的第四戰-Davis單場33分 （页面存档备份，存于）
- Baron Davis於2012/05/06受傷影片 （页面存档备份，存于）